# Mara (langue)
Pour les articles homonymes, voir Mara.
Le mara (ou lakher) est une langue tibéto-birmane parlée dans l'État du Mizoram, en Inde et en Birmanie.

## Répartition géographique
Le mara est parlé dans le district autonome mara du Mizoram en Inde et en Birmanie, dans le district de Hakha

## Classification interne
À l'intérieur des langues tibéto-birmanes, le mara fait partie du sous-groupe central des langues kuki-chin.

## Source
- (en) Michelle J. Arden, 2010, A Phonetic, Phonological, and Morphosyntactic Analysis of the Mara Language, thèse, San José State University.